# 克里沃羅蒂夫卡河
克里沃羅蒂夫卡河（烏克蘭語：Криворотівка），是烏克蘭的河流，位於該國東部，屬於烏達河的右支流，發源自韋爾蒂伊夫卡以南，流經哈爾科夫州，河道全長16公里，流域面積109平方公里。